# Худяков, Роман Иванович
Рома́н Ива́нович Худяко́в (молд. Роман Худяков, укр. Роман Худяков; род. 28 января 1977; Тирасполь) — российский и приднестровский политический и общественный деятель. Депутат Государственной думы VI созыва с 2012 по 2016 год. С сентября 2016 года по апрель 2017 — Депутат Тамбовской областной думы 6 созыва.

## Биография

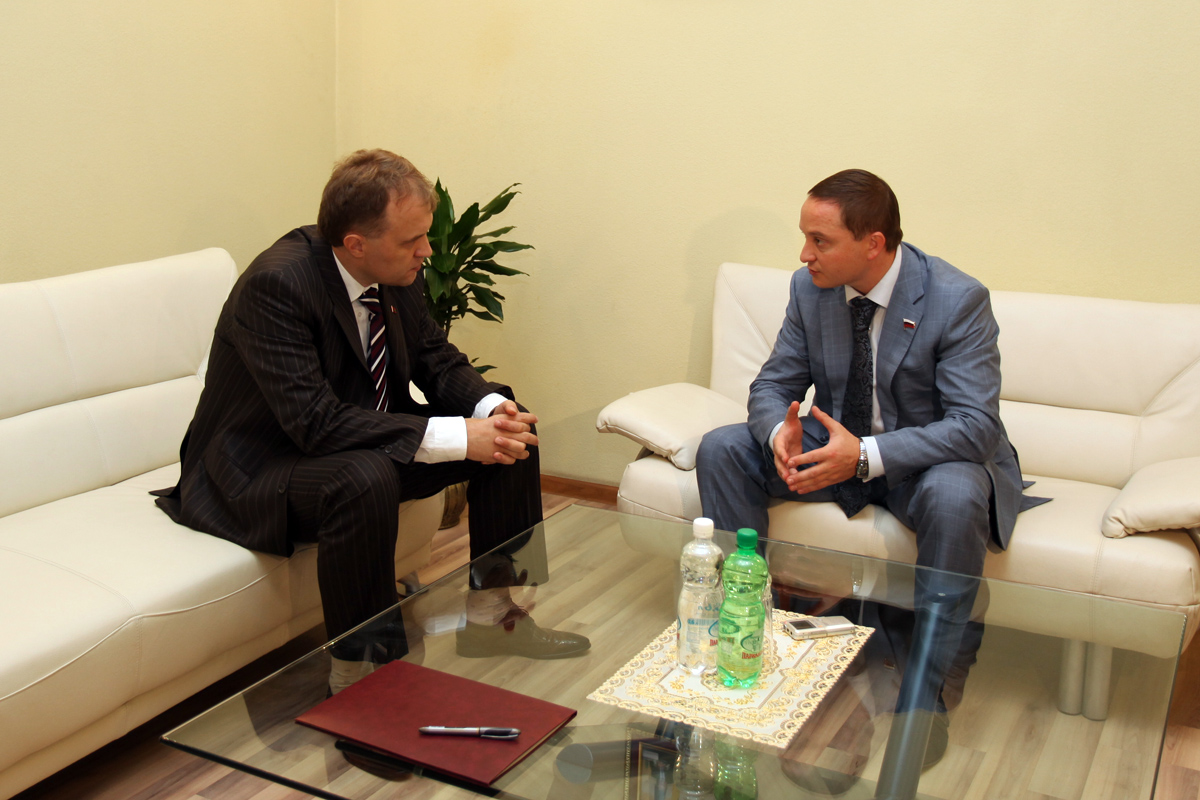
Президент ПМР Евгений Шевчук и Роман Худяков (2012 год)

Родился 28 января 1977 года в Тирасполе.
Окончил МОУ ТСШ № 11, после чего служил в миротворческих силах РФ в Приднестровье.
В апреле 2002 года Худяков был избран председателем Координационного Совета Общественного движения «Евразийский Союз приднестровцев».
В июле 2003 года его избрали председателем республиканского общественного движения «ЛДПР Приднестровья», которое копировало российскую политическую партию ЛДПР. В 2004 году он стал лидером молодёжной республиканской организации. 1 августа 2006 года ЛДПР Приднестровья получила статус политической партии, и Роман Худяков избран её председателем. В октябре того же года назначен председателем РОД «Союз россиян и соотечественников в Приднестровье».
С 2004 года неоднократно назначался доверенным лицом, советником, помощником депутата госдумы и кандидата в президенты Владимира Жириновского. С 2005 по 2006 года работал помощником депутата Государственной думы Федерального собрания Российской Федерации по Калужской области Сергея Иванова.
В декабре 2004 года Худяков назначен уполномоченным высшего Совета ЛДПР города Москва по Калужской области.
В 2006 году избран депутатом городского Совета народных депутатов города Тирасполя и назначен заместителем председателя депутатской комиссии по народному образованию, социальной политике, работе с общественными организациями и средствами массовой информации.
С 2006 по 2011 год — директор ООО "Торговый дом «Приднестровье»", с 2008 по 2011 год — директор ООО «Ферон».
В январе 2009 года Худяков избран членом попечительского совета общественной организации «Физкультурно-спортивного общества „Динамо-Закон“» (Приднестровье).
В августе 2010 года приказом Министра обороны Приднестровской Молдавской республики Худякову было присвоено воинское звание старший лейтенант.
23 июня 2011 года Худяков окончил негосударственное образовательное учреждение высшего профессионального образования Московский институт управления и сервиса, получив квалификацию менеджер по специальности «менеджмент организации».
2 ноября 2011 года назначен советником Председателя Верховного Совета Приднестровской Молдавской республики Анатолия Каминского, который сложил с себя полномочия председателя 13 июня 2012 года. Пробыл на посту несколько месяцев, а затем перестал использовать наименование данной должности, в данный момент советником не является.
4 декабря 2011 года попытался стать депутатом госдумы по списку ЛДПР от Псковской области, однако не был избран.
В мае 2012 года фракция ЛДПР в госдуме приняла решение передать мандат депутата Алексея Островского, ставшего губернатором Смоленской области, Роману Худякову. Последний вошёл в состав комитета Государственной Думы по региональной политике и проблемам Севера и Дальнего Востока. Назначен уполномоченным Высшего Совета ЛДПР по работе в Калужской и Тамбовской областях, Республике Крым и Севастополе. В ноябре 2012 года был назначен уполномоченным представителем фракции ЛДПР по международным связям.
На заседании в ГД 21 ноября 2012 года напугал депутатов, показав им стилизованную под оружие флешку, желая продемонстрировать этим необходимость легализации короткоствольного оружия.
В 2013 году Худяков окончил факультет институт истории, государства и права кафедры политологии и социологии Приднестровского государственного университета имени Тараса Шевченко.

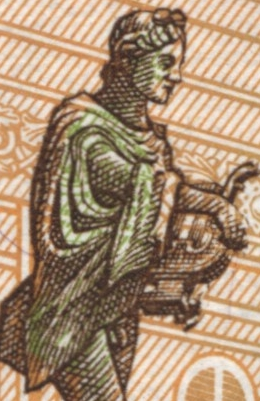
Аполлон на купюре 100 рублей

В июле 2014 года в качестве депутата Государственной Думы России Роман Худяков направил письмо председателю Центробанка Эльвире Набиуллиной в связи с изображением пениса на сторублёвой банкноте, напомнив, что в соответствии с федеральным законом № 436 «О защите детей от вредной информации» на купюрах должна быть маркировка «18+». Депутат также предложил заменить на купюре античного бога достопримечательностями Севастополя.
С сентября 2014 года — соискатель учёной степени на кандидата экономических наук; магистрант юридического факультета Российской академии народного хозяйства и государственной службы при Президенте РФ.
В сентябре 2014 года Худяков обратился в Роскомнадзор с просьбой внести в «черный список» сайтов статьи русской Википедии об аннексии Крыма и Севастополя.
В октябре 2014 года в качестве депутата Государственной Думы России Роман Худяков занялся разработкой поправок в Федеральный закон «О защите детей от информации, причиняющей вред их здоровью и развитию», которые позволят убрать из свободного доступа азартные игры, в изобилии присутствующие в соцсетях и других интернет-ресурсах.
Также является Председателем наблюдательного совета федерации волейбола Тамбовской области и членом попечительского совета Тамбовской области общественной организации «Чернобыль России».
Являлся кандидатом от ЛДПР на губернаторских выборах в Тамбовской области 13 сентября 2015 года, по итогам выборов занял третье место (4,16 % голосов).
В начале апреля 2016 года Роман Худяков вышел из ЛДПР из-за нежелания партруководства выдвигать его на выборы в Государственную думу осенью в Тамбовской области, после чего подал документы на участие в праймериз партии «Единая Россия». Однако документы на регистрацию не приняли из-за его прошлых обвинений единоросов в фальсификациях на парламентских выборах 2011 года и местных 2012 года. 13 апреля официальный сайт ЛДПР сообщил о решении верховного совета партии исключить из неё Романа Худякова «из-за его глупости и участия в праймериз политических конкурентов». Вместе с ним были исключены Дмитрий Носов и Ирина Чиркова, всех троих призвали отказаться от мандатов. После этого Худяков решил выдвигаться от партии «Родина». По итогам выборов получил 37112 голосов и занял второе место, уступив кандидату от «Единой России» Александру Жупикову (112869).
21 декабря 2017 года съезд партии «ЧЕСТНО» выдвинул Худякова кандидатом в президенты России на предстоящих в 2018 году выборах. В тот же день подал в ЦИК документы по выдвижению кандидатом в президенты. Утверждал, что собрал 100 тысяч подписей, но в ЦИК их сдавать не стал. 22 января 2018 года снял свою кандидатуру и призвал «объединиться вокруг единственного кандидата — Владимира Владимировича Путина».
Участник многочисленных ток-шоу на российских телевизионных каналах («Пусть говорят», «Андрей Малахов. Прямой эфир» и т. п.), где выступает в качестве эксперта по всем вопросам.
Является членом Общественного совета при УВД МВД России по ЮЗАО города Москвы.
В 2020 году создал партию «Достойная жизнь», которая не зарегистрирована в Минюсте.
В 2021 году — кандидат в депутаты Мосгордумы на довыборах по Избирательному округу № 37. Самовыдвиженец.

### Инциденты
- 9 июля 2013 года Роман Худяков был избит дагестанцами в ходе дорожного конфликта в пробке на Бережковской набережной в Москве. В результате, нападавшие получили тюремные сроки в 8 и 9 лет лишения свободы[18][19][20]. Депутат пострадал и был госпитализирован в бессознательном состоянии[18]. Ещё не полностью оправившись от последствий инцидента, когда по словам его адвоката, он может с трудом работать с документам[21], депутат подготовил законопроект, который требует от любого приезжего в любой город России вне зависимости от гражданства в течение недели зарегистрироваться по месту проживания и сдать отпечатки пальцев в полицию[22].
- В 2015 году из автомобиля Худякова были украдены денежные средства на сумму более 1 млн рублей.
- Имя Романа Худякова попало в список депутатов, не освободивших служебные квартиры вовремя после истечения полномочий депутата государственной думы[23].

### Семья
Родители — Светлана Петровна и Иван Фёдорович Худяковы. Женился на Алесе урождённой Шестаковой. Дети:
Иван Худяков, Владимир Худяков, Богдан Худяков, Дарина Худякова.

## Награды
- Медаль «За отличие в труде» (2007)
- Крест «За милосердие, честь и добропорядочность» (2007)
- Юбилейная медаль «20 лет Приднестровской Молдавской Республике» (2010)
- Юбилейная медаль «75 лет Тамбовской Области» (2012)
- Медаль Святого Георгия Победоносца за заслуги перед Молдавской Православной Церковью (2012)
- Благодарственное письмо Министра внутренних дел Приднестровской Молдавской Республики за личный вклад в развитие физкультурно-спортивного общества «Динамо-Закон»
- Благодарность Тамбовской областной Думы за активное участие в совершенствовании законодательной базы Тамбовской области (2014)
- Благодарность Председателя ГД ФС РФ за личный вклад в развитие законодательства Российской Федерации (2014)
- Медаль «За возвращение Крыма» (2014)
- Медаль «70 лет Победы в Великой Отечественной войне 1941—1945 гг.» (2015)